# Scaphoderus
Scaphoderus là một chi bọ cánh cứng trong họ 
Elateridae.
Chi này được miêu tả khoa học năm 1857 bởi Candèze.

## Các loài
Các loài trong chi này gồm:
- Scaphoderus capensis (Fleutiaux, 1925)
- Scaphoderus riehlii Candèze, 1857